# Lijst van oorlogsmonumenten in Roerdalen
De Nederlandse gemeente Roerdalen heeft 7 oorlogsmonumenten. Hieronder een overzicht.
| Nr.                             | Object | Herdachte groep                                                                                  | Ontwerper                                                                     | Onthulling       | Type                | Locatie                  | Plaats           | Coördinaten                  | Foto |
| ------------------------------- | --- | ------------------------------------------------------------------------------------------------ | ----------------------------------------------------------------------------- | ---------------- | ------------------- | ------------------------ | ---------------- | ---------------------------- | --- |
| 1639                            | Monument voor drs. J.H.M. Meuwissen | burgerslachtoffers                                                                               |                                                                               |                  | gedenkmuur          | Herkenbosserweg, 6063 NL | Vlodrop          | 51° 8' 38" NB, 6° 6' 11" OL  | |
| 1747                            | Monument voor rector E.A.G. van den Boorn                                                                                                   | verzet Nederland                                                                                 |                                                                               |                  | gedenksteen         | Hoofdstraat 59, 6061 CB  | Posterholt       | 51° 7' 22" NB, 6° 1' 56" OL  | Monument voor rector E.A.G. van den Boorn                                                                                                   |
| 1748                            | Bevrijdingsmonument | algemeen, burgerslachtoffers                                                                     | Caius Spronken                                                                | 1995             | beeld/sculptuur     | Waarderweg, 6065 EV      | Montfort         | 51° 7' 54" NB, 5° 57' 7" OL  | Bevrijdingsmonument |
| 1749                            | Montfort, grafmonument | burgerslachtoffers                                                                               | Ir. J. Bongaerts (ontwerp), Verheijden en Zn. (uitvoering), Frans Cox (beeld) | 14 augustus 1949 | begraafplaats/graf  | Huysbongerdweg, 6065 CH  | Montfort         | 51° 7' 33" NB, 5° 55' 51" OL | Montfort, grafmonument |
| 1750                            | Indië-monument | militairen in dienst van het Ned. Kon. na 1945, militairen in dienst van het Ned. Kon. 1940-1945 |                                                                               | 30 april 2006    | gedenksteen         | Hoofdstraat 72, 6061 CE  | Posterholt       | 51° 7' 22" NB, 6° 1' 57" OL  | Indië-monument |
| 1751                            | Bevrijdingsmonument | algemeen, burgerslachtoffers                                                                     | Frans Lommen, Wladyslaw Czesny                                                | 4 mei 1985       | zuil                | Kerkplein 10, 6077 AA    | Sint Odilienberg | 51° 8' 55" NB, 5° 59' 56" OL | Bevrijdingsmonument |
| 2258                            | Monument voor Leonardus Minkenberg |                                                                                                  |                                                                               |                  | reliëf              |                          | Melick           | 51° 9' 28" NB, 6° 1' 7" OL   | |
| Dit oorlogsmonument op Wikidata | Vliegtuigen en hun bemanningen tijdens de Tweede Wereldoorlog neergestort in het Herkenboscher Broek, Vlodropper Broek en het Meinweggebied |                                                                                                  |                                                                               |                  | propeller met steen | Bondersweg/Molenbergweg  | Herkenbosch      | 51° 8' 56" NB, 6° 4' 12" OL  | Vliegtuigen en hun bemanningen tijdens de Tweede Wereldoorlog neergestort in het Herkenboscher Broek, Vlodropper Broek en het Meinweggebied |

Beek ·
Beekdaelen ·
Beesel ·
Bergen ·
Brunssum ·
Echt-Susteren ·
Eijsden-Margraten ·
Gennep ·
Gulpen-Wittem ·
Heerlen ·
Horst aan de Maas ·
Kerkrade ·
Landgraaf ·
Leudal ·
Maasgouw ·
Maastricht ·
Meerssen ·
Mook en Middelaar ·
Nederweert ·
Peel en Maas ·
Roerdalen ·
Roermond ·
Simpelveld ·
Sittard-Geleen ·
Stein ·
Vaals ·
Valkenburg aan de Geul ·
Venlo ·
Venray ·
Voerendaal ·
Weert